# Петина (Хорватия)
Петина (хорв. Petina) — село в общине Велика-Горица в жупании Загребачка Хорватии. По данным переписи 2021 года, численность населения составляла 193 человека.

## Население
| 2021 |
| ---- |
| 193  |